# 国民盟約

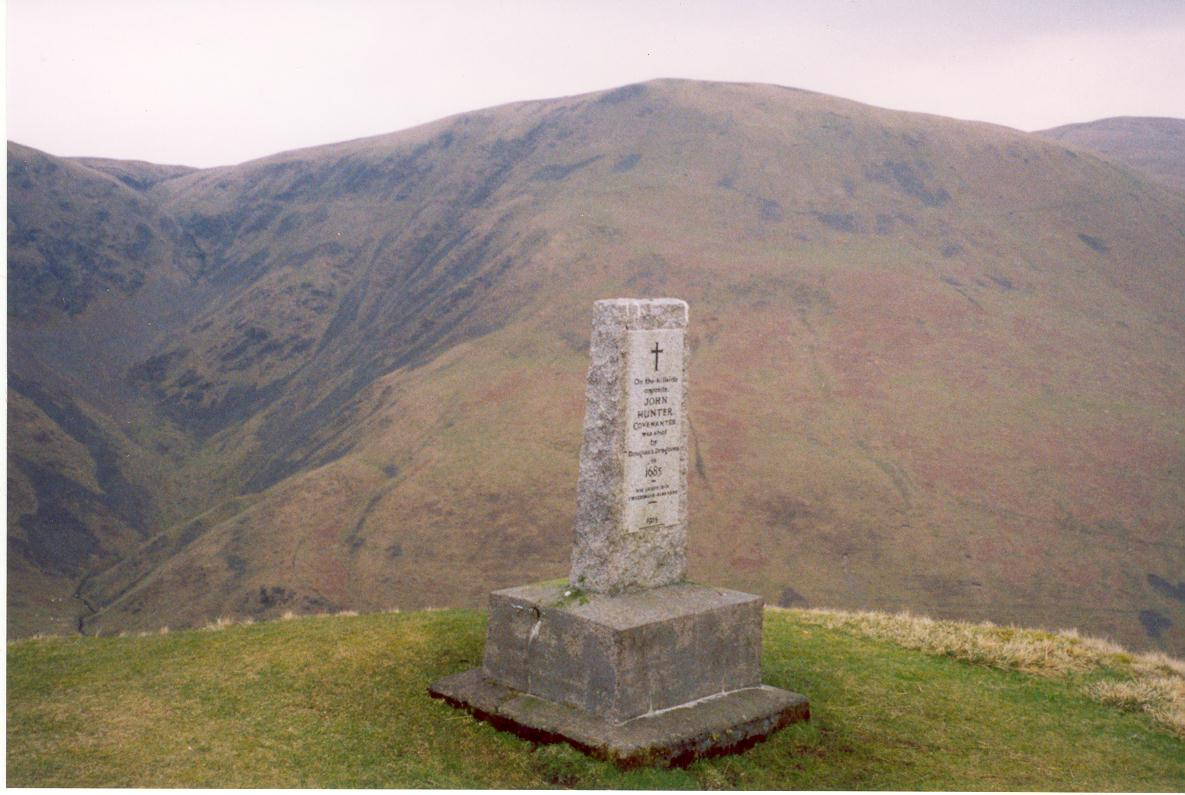
殺害された盟約派の碑

国民盟約（国民契約、国民誓約とも、英語：National Covenant）は、イングランドおよびスコットランドの国王チャールズ1世の施行した国教会祈祷書（ロード祈祷書）に反対して起こった、スコットランドの抵抗運動組織である。スコットランドには元来、何らかの主張をする時に結束して盟約を作る習慣があったが、国民盟約はその代表的なものであり、国教会の監督制に対して長老制の維持を主張した。これがイングランドとの主教戦争、ひいては清教徒革命を引き起こす火種の一つとなった。

## 歴史

### 国民盟約以前の盟約
長老派が結集して作った最初の盟約は1557年である。さらに1560年、ローマ教皇を非難する声明を出すために盟約が結成された。最も多く言及される盟約が1581年に作られた盟約で、スコットランドにおけるローマ・カトリックへの回帰を目指そうとする勢力の動きに対し、1560年盟約を再確認すると共に断固反対を呼び掛けたものである。こうした盟約は貴族・聖職者から市民に至るまで、こぞって参加していた。

### 1638年の盟約
主教戦争を引き起こすことになった国民盟約は1638年の盟約である。チャールズ1世は、イングランドの教会のみならずスコットランドの教会をも支配下に組み込もうと考えた。そのためにはイングランド国教会形式、すなわち監督制の実施が必要だった。そこでチャールズ1世は手始めに、カンタベリー大主教ウィリアム・ロードの献策を容れ、1637年国教会形式の祈祷書をスコットランドの教会に施行した。
これにスコットランドは猛反発し、モントローズ伯ジェイムズ・グラハムやアーガイル侯アーチボルド・キャンベル、リーヴェン伯アレクサンダー・レズリーらが中心となって盟約が結成された（1638年2月28日）。こうして結成された国民盟約はイングランドに2度にわたる主教戦争を挑み、いずれも実質的勝利をえた（ベリック条約、リポン条約）。更に1640年、スコットランド議会は祈祷書の破棄を議決した。

### 主教戦争後の盟約派
2度の勝利で長老派教会の存続は担保されたものの、国民盟約は解散されなかった。1642年から始まった清教徒革命（イングランド内戦）の間中、盟約は事実上スコットランドの統治機関であった。盟約軍はアイルランド・カトリック同盟鎮圧のために派兵したりもしたが、こうした状況のなか国民盟約は意見の分裂が起き始めていた。スコットランドの実効支配を求める強硬派と、スコットランドは国王のもと統治されるべきとする穏健派である。両者はそれぞれイングランドの議会派・王党派と結び1644年に内戦（スコットランド内戦）を起こした。
内戦は当初モントローズ侯（チャールズ1世により伯爵から昇格）の率いる穏健派の有利に推移した。しかし冬になって強硬派がイングランドに差し向けていた援軍を戻したとき、状況は逆転していた。農繁期のスコットランドでモントローズ侯のもとに集まれる兵は少なく、リーヴェン伯・アーガイル侯に敗れた。やがてモントローズ侯は1650年に処刑され、オリバー・クロムウェルの遠征軍が来るまでの間、アーガイル侯を首長とする国民盟約がスコットランドを統治することになった。